# Herminiocala mimica
Herminiocala mimica là một loài bướm đêm trong họ Noctuidae.